# Après Toi
"Après Toi" (tradução portuguesa : "Depois de Ti") foi a canção que representou o Luxemburgo no Festival Eurovisão da Canção 1972, interpretada em francês por  Vicky Leandros. Foi a 17.ª canção a ser interpretada (depois da canção belga "À la folie ou pas du tout", interpretada por Serge & Christine Ghisoland e antes da canção neerlandesa ""Als het om de liefde gaat", interpretada por Sandra & Andres. Esta canção foi a vencedora do evento, tendo obtido um total de 128 pontos.

## Autores
- Letrista: Yves Dessca, Klaus Munro
- Compositor: Mario Panas, Klaus Munro
- Orquestrador: Klaus Munro

## Letra
A canção é uma balada dramática, com a cantora explicando o que se passou desde que o seu amante partiu. Depois de le partir "eu não consigo viver sem me lembrar de ti" e ela tem "os olhos húmidos, as mãos vazias, o coração sem alegria. Ou seja ela não pára de se lembrar do seu amado e sente-se muito triste.

## Versões
Vicky Leandros gravou esta canção (além da original em francês nas seguintes línguas:
- alemão: "Dann kamst du"
- inglês: "Come what may" (alcançou o 2.º lugar do top britânico de vendas
- castelhano: "Y después"
- italiano: "Dopo te"
- grego : "Mono esi"  (alfabeto grego: Μόνο εσύ
- japonês: "Omoide ni ikiru" , em carateres japoneses:  "想い出に生きる"

## Covers
Na  Finlândia, Carola gravou uma versão em  finlandês como "Tulethan – rakastan" e em Espanha, Paloma San Basilio cantou em  castelhano como "Si te vas".